# Gyöngyösi járás
A Gyöngyösi járás Heves vármegyéhez tartozó járás Magyarországon, amely 2013-ban jött létre. Székhelye Gyöngyös. Területe 750,78 km², népessége 74 607 fő, népsűrűsége 99 fő/km² volt a 2012. évi adatok szerint. Két város (Gyöngyös és Gyöngyöspata) és – 2019 októbere óta – 22 község tartozik hozzá.
A Gyöngyösi járás a járások 1983-as megszüntetése előtt is mindvégig létezett, és székhelye az állandó járási székhelyek kijelölése (1886) óta végig Gyöngyös volt.

## Települései
| Település       | Rang (2013. július 15.) | Kistérség (2013. január 1.) | Népesség (2012. január 1.) | Terület (km²) |
| --------------- | ----------------------- | --------------------------- | -------------------------- | ------------- |
| Gyöngyös        | járásszékhely város     | Gyöngyösi                   | 32 385                     | 55,31         |
| Gyöngyöspata    | város                   | Gyöngyösi                   | 2 472                      | 60,75         |
| Abasár          | község                  | Gyöngyösi                   | 2 498                      | 20,82         |
| Adács           | község                  | Gyöngyösi                   | 2 690                      | 37,94         |
| Atkár           | község                  | Gyöngyösi                   | 1 695                      | 33,76         |
| Detk            | község                  | Gyöngyösi                   | 1 158                      | 28,08         |
| Domoszló        | község                  | Gyöngyösi                   | 1 988                      | 40,22         |
| Gyöngyöshalász  | község                  | Gyöngyösi                   | 2 531                      | 27,13         |
| Gyöngyösoroszi  | község                  | Gyöngyösi                   | 1 518                      | 21,39         |
| Gyöngyössolymos | község                  | Gyöngyösi                   | 2 972                      | 64,85         |
| Gyöngyöstarján  | község                  | Gyöngyösi                   | 2 460                      | 46,39         |
| Halmajugra      | község                  | Gyöngyösi                   | 1 196                      | 21,68         |
| Karácsond       | község                  | Gyöngyösi                   | 3 045                      | 31,6          |
| Kisnána         | község                  | Gyöngyösi                   | 993                        | 22,6          |
| Ludas           | község                  | Gyöngyösi                   | 809                        | 10,79         |
| Markaz          | község                  | Gyöngyösi                   | 1 748                      | 25,61         |
| Mátraszentimre  | község                  | Gyöngyösi                   | 465                        | 21,29         |
| Nagyfüged       | község                  | Gyöngyösi                   | 1 877                      | 27,51         |
| Nagyréde        | község                  | Gyöngyösi                   | 3 091                      | 34,34         |
| Pálosvörösmart  | község                  | Gyöngyösi                   | 675                        | 5,84          |
| Vámosgyörk      | község                  | Gyöngyösi                   | 1 991                      | 21,82         |
| Vécs            | község                  | Gyöngyösi                   | 578                        | 25,66         |
| Visonta         | község                  | Gyöngyösi                   | 1 127                      | 25,29         |
| Visznek         | község                  | Gyöngyösi                   | 1 082                      | 22,73         |

## Története
1867-ig a Gyöngyösi járás (23 község): Abasár, Adács, Atkár, Detk, Domoszló, Gyöngyöshalász, Gyöngyöshalmaj, Gyöngyösoroszi, Gyöngyöspata, Gyöngyöspüspöki, Gyöngyössolymos, Gyöngyöstarján, Hevesugra, Karácsond, Ludas, Markaz, Nagyfüged, Nagyréde, Pálosvörösmart, Szücsi, Vámosgyörk, Visonta és Visznek. 
A járás területe 111.354 k. hold, lakóházak száma 6955, a polgári lakosság 38.225 lélek. A népességből 38.204 magyar, 26 német, 18 tót, 5 egyéb, magyarul beszél 38.245; róm. kath. 37.576, gör. kath. 8, ref. 128, ág. ev. 19, unit. 2, izr. 500, egyéb 20. 

Szűcsi a 2019-es önkormányzati választások időpontjával (2019. október 13.) átkerült a Hatvani járáshoz.